# Opus vittatum

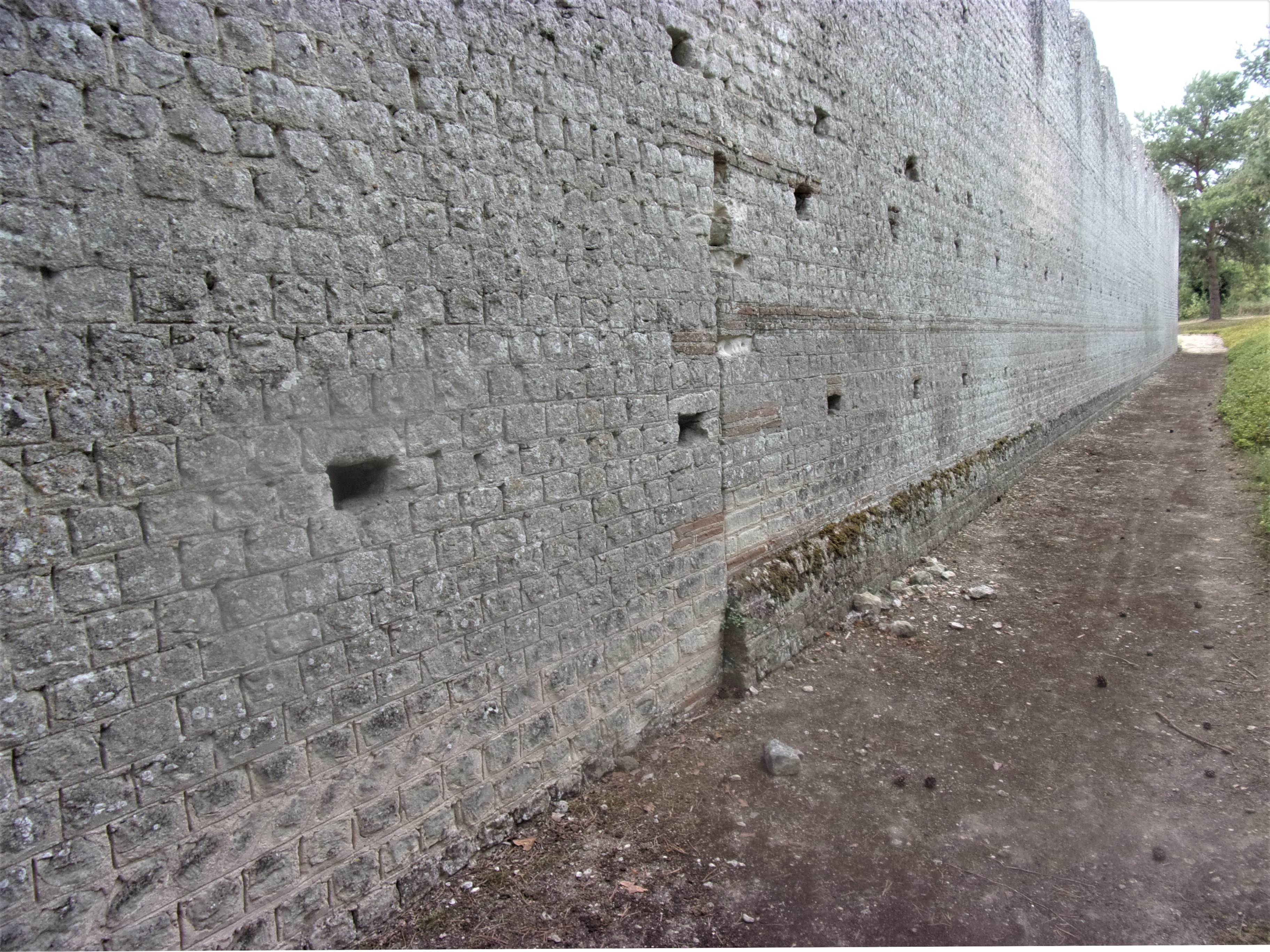
Muur in opus vittatum in de Gallo-Romeinse vicus Tasciaca, hedendaags Thésée

Opus vittatum "gestreept werk", soms ook wel opus listatum "lijstwerk" genoemd, is een Romeinse betonbouwvorm met een buitenlaag van tufsteen.

## Beschrijving
Romeinse betonbouw was gietbouw; Romeins beton ofwel opus caementicium, vaak vermengd met puin of stenen, werd tussen twee stenen muren of in een houten bekisting gestort. De buitenzijden werden bekleed met stenen, in dit geval rijen met rechthoekige blokken tufsteen die in halfsteensverband werden gelegd.

## Geschiedenis
De techniek werd voor het eerst toegepast aan het einde van de 1e eeuw v.Chr., onder andere in Pompeï bij reparatiewerk. Het volgde opus reticulatum op als meest gebruikte techniek. In Italië werd opus vittatum pas heel laat populair, maar in Gallië werd het het vanaf het begin van de eerste eeuw veelvuldig gebruikt. Ook in Spanje en Noord-Afrika kwam het veel voor. In Rome zelf verscheen de techniek pas in het midden 2e eeuw, meestal als mengvorm ofwel opus mixtum in combinatie met baksteenwerk; het zogenaamde opus latericium. Een combinatie van opus vittatum en opus latericium werd opus vittatum mixtum genoemd. Pas in de 4e eeuw werd de techniek ook in Rome populair.